# Josaphat Louis Lebulu
Josaphat Louis Lebulu (* 13. Juni 1942 in Kisangara, Tansania) ist ein tansanischer Geistlicher und emeritierter römisch-katholischer Erzbischof von Arusha.

## Leben
Josaphat Louis Lebulu empfing am 11. Dezember 1968 das Sakrament der Priesterweihe für das Bistum Same.
Am 12. Februar 1979 ernannte ihn Papst Johannes Paul II. zum Bischof von Same. Der Erzbischof von Daressalam, Laurean Kardinal Rugambwa, spendete ihm am 24. Mai desselben Jahres die Bischofsweihe; Mitkonsekratoren waren der Bischof von Iringa, Mario Epifanio Abdallah Mgulunde, und der Bischof von Arusha, Dennis Vincent Durning CSSp. Am 28. November 1998 ernannte ihn Johannes Paul II. zum Bischof von Arusha. Infolge der Erhebung des Bistums Arusha zum Erzbistum wurde Josaphat Louis Lebulu am 16. März 1999 zum Erzbischof von Arusha ernannt.
Papst Franziskus nahm am 27. Dezember 2017 seinen altersbedingten Rücktritt an.